# 연희무쌍
연희†무쌍 ~두근두근☆소녀 투성이의 삼국지연의~는 2007년 1월 26일에 BaseSon이 발매한 어덜트 게임이다.

## 개요
'일본 미소녀게임 광고상' 2006년도 최우수 광고상 수상작품. '미소녀 게임 상품 2007'에서는, 뉴 장르상 및 베스트 캐릭터상의 두 부문에서 대상을 수상하였다.
2008년 4월 11일에는 패키지를 리뉴얼한 팬디스크 「사사†무쌍」(謝謝†無双)을 포함한 확장판이 발매되었다.
2008년 11월 20일에는, 플레이스테이션 2판 「연희†몽상 ~두근두근☆소녀들투성이의 삼국지연의~」가 Yeti보다 먼저 발매되었다.
2008년 7월부터 9월까지는 텔레비전 애니메이션판 「연희†무쌍」이 방송되었다.
2008년 4월 26일 발매한 「전격 G's Festival! COMIC」 Vol.2부터, 히즈키 야요이에 의한 만화화판 「연희†몽상」이 연재되고 있다.
2008년 12월 26일에는 히로인을 대량으로 시나리오에 추가하여, 새로운 이야기를 그린 「진·연희†무쌍 ~소녀요란☆삼국지연의~」가 발매되었다.
「삼국지」의 세계를 무대로 한 어드벤쳐 게임이지만, 무장을 비롯한 등장 인물이, 본작에서는 거의 전원이 여성으로 등장한다(그 이유는 본편중에서 밝혀진다). 또, 이름에 대해서도 게임 독자적인 설정으로서“진명(眞名)”이라고 하는 성·명·자 이외의 이름을 가진다.이“진명”는, 본인의 마음을 상대방에게 허락한 증거로서, 부르는 것을 허용한 이름이며, 본인의 허가 없이 "진명"으로 부르는 것은 상대방에게 칼로 베여도 뭐라할 수 없을 만큼 큰 실례다.

## 줄거리
성 프란체스카 학원에 다니는 소년·혼고 카즈토는, 어느날 밤, 학원에서 낡은 거울을 훔치려고 한 도둑을 발견한다. 도둑을 잡으려고 한 그 때, 거울이 빛나고, 카즈토는 낯선 세계로 날아가 버린다. 상황을 파악할 수 없던 카즈토는 도적에게 습격당하지만, 청룡언월도라는 칼을 사용하는 흑발의 미소녀가 그를 도와줬다. 소녀는 관우라고 자칭하고, 카즈토를 전쟁에 허덕이는 이 세계를 구할 수 있는 하늘의 사자 라고 말했다. 카즈토는 당황했지만, 괴로워하는 민중들의 모습을 보고, 영웅으로써 바로서는 일을 결의한다. 조조나 손권 등 삼국지의 영웅과 같은 이름을 가진 소녀들과의 만남과 싸움 속에서 카즈토는 이 세계의 진실을 알게 된다….

## 게임의 흐름
통상 파트와 전투 파트, 그리고 여성 캐릭터와의 관계가 깊어지는 이벤트 파트로 나뉘어 있다.
전투 파트는 시뮬레이션의 요소를 가지고 있어 전투전에 관우, 장비, 제갈량, 조운, 마초, 황충 중 6명의 부하중에서 「장군」과「참모」를 결정한다. 6명의 무장은 각각 필살기술을 가지고 있어 장군으로 선택된 무장의 필살 기술을 사용할 수 있다. 또 6명은 각각 뛰어난 전투 대형이 있으므로, 참모로 선택된 무장에 의해서 전투 대형의 힘도 달라진다. 마지막에 병사 수를 보병, 중보병, 궁병으로 배분해 전투준비를 종료한다. 전투는 적아군 모두 10종류의 전투 대형을 구사한다. 전투 대형은 각각 궁합이 있어서 적이 힘들어 하는 전투 대형으로 대응하면 편하게 싸울 수 있다. 덧붙여 이 전투 파트에서 패배하면, 예외 없이 게임 오버가 되어 버린다. 한 번 엔딩을 맞이하면 두 번째에서는 전투 파트를 스킵시키는 것도 가능하다.
이벤트 파트는 함께 지내는 히로인을 선택하지만, 선택할 수 있는 인원수가 한정되어 있다(관우, 장비, 제갈량의 3명 중 2명으로 그 외의 히로인 중에서 3명). 모든 이벤트를 봐 끝난 히로인에게는 「완」이라고 하는 글자가 붙어, 함께 보낼 수 없게 된다.
개별 엔딩은 관우, 장비, 제갈량만 가능하지만 이 3명의 엔딩을 보아 끝난 후에 일정한 조건을 클리어 하면 진 엔딩을 볼 수 있다.